# Dennis Rödder

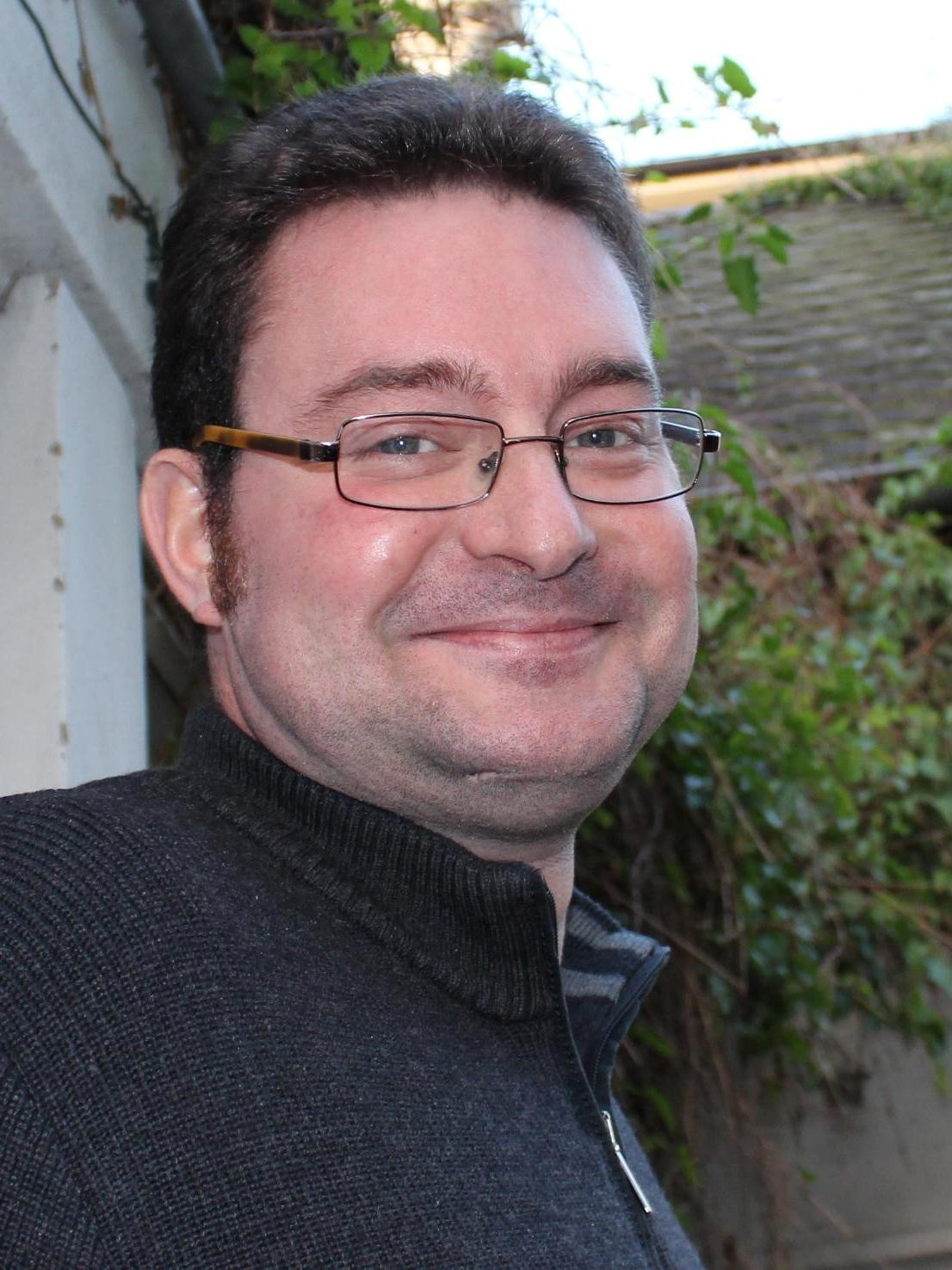
Dennis Rödder 2012

Dennis Rödder (* 27. Juli 1979) in Troisdorf ist ein deutscher Biologe und Kurator der herpetologischen Sektion des Bonner Museums Alexander Koenig (ZFMK).

## Leben
Dennis Rödder wuchs in Troisdorf im Rhein-Sieg-Kreis auf und machte 2000 am Heinrich Böll Gymnasium in Troisdorf Abitur. Er studierte an der Universität Bonn Biologie. 2006 verfasste er seine Diplomarbeit über Froschgemeinschaften in Nordostbrasilien. Anschließend promovierte er im Museum Koenig mit einer Arbeit mit dem Titel How to predict the future? Climate niches and potential distributions of amphibians and reptiles in a changing climate bei Wolfgang Böhme und unter Anleitung von Stefan Lötters, Universität Trier. Seit 2010 ist er Professor im Graduiertenprogramm Zoology an der Universidade Estadual de Santa Cruz, UESC, Brasilien. 2023 habilitierte er mit der Habilitationsschrift "Biodiversität im Wandel: Integrative Ansätze zur Analyse von ökologischen und evolutionären Prozessen in der Zoogeographie" an der Mathematisch-Naturwissenschaftliche Fakultät der Rheinischen Friedrich-Wilhelms-Universität Bonn. Neben klassischen Arbeiten zur Taxonomie und Verbreitung von Amphibien und Reptilien publiziert Rödder auch zu Themenbereichen wie Nischenmodellierungen und genetische Studien.
Am 1. Januar 2011 wurde er als Nachfolger von Wolfgang Böhme Kurator in der herpetologischen Sektion des Bonner Museum Alexander Koenig.
Rödder war an der Erstbeschreibung einer Echsenart und von acht Froscharten beteiligt. Dabei handelte es sich um die Echsenart Calotes bachae. Bei den acht Froscharten handelt es sich um Ameerega boehmei, Hyperolius veithi, Pristimantis guiaquinimensis, Pristimantis lucidosignatus, Pristimantis onorei, Pristimantis stegolepis, Pristimantis tepuiensis und Pristimantis yuruaniensis. Pristimantis stegolepis wird heute als Synonym von Pristimantis vilarsi angesehen und Pristimantis tepuiensis scheint ein Synonym von Pristimantis guiaquinimensis zu sein.

## Publikationen
Rödder ist Autor von weit über 300 wissenschaftlichen Publikationen (Stand 2025). Im Folgenden eine subjektive Auswahl.
- P. Ginal, M. Mokhatla, N. Kruger, J. Secondi, A. Herrel, J. Measey, D. Rödder: Ecophysiological models for global invaders: Is Europe a big playground for the African clawed frog? In: Journal of Experimental Zoology – Part A: Ecological and Integrative Physiology. Band 2021, 2020, S. 158–172.
- D. Rödder, T. Schmitt. P. Gros, W. Ulrich, J. C. Habel: Climate change drives mountain butterflies towards the summits. In: Scientific Reports. Band 11, 2021, S. 14382.
- D. Rödder, W. Böhme, S. Lötters: ‘Chamaliens’ on the Hawaiian Islands: spatial risk assessment for the invasive Jackson's chameleon (Chamaeleonidae). In: Salamandra. Band 47, 2011, S. 36–42.
- D. Rödder, J. O. Engler: Quantitative metrics of overlaps in Grinnellian niches: advances and possible drawbacks. In: Global Ecology and Biogeography. Band 20, 2011, S. 915–927.
- D. Rödder, A. Schmitz, G. Onore, W. Böhme: New records of the endangered Pristimantis eugeniae (Lynch and Duellman, 1997) (Anura: Strabomantidae) from Ecuador. In: Herpetology Notes. Band 4, 2011, S. 247–248.
- D. Rödder, S. Lötters, M. Öz, S. Bogaerts, K. Eleftherakos, M. Veith: A novel method to calculate climatic niche similarity among species with restricted ranges – The case of the terrestrial Lycian salamanders. In: Organisms, Diversity and Evolution. Band 11, 2011, S. 409–423.